# Fermentatie

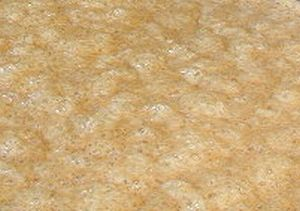
Bij het fermentatieproces van bier kunnen bellen ontstaan door de koolstofdioxide die opstijgt.

Fermentatie (Latijn: fermentum, zuurdeeg) is, in de biochemie, het afbreken van biologische materialen (substraat) tot eenvoudigere stoffen, in afwezigheid van zuurstof. Micro-organismen zoals bacteriën en schimmels (inclusief gisten) staan bekend om hun vermogen organische stoffen te fermenteren, al vindt het ook in sommige dierlijke cellen plaats (zoals skeletspieren). 
Bij micro-organismen die in zuurstofarme omstandigheden leven, is fermentatie de meestvoorkomende manier om adenosinetrifosfaat (ATP) te produceren, een stof die de universele drager van chemische energie in alle levende cellen is. Tegenwoordig wordt de term fermentatie echter ook in ruimere zin gebruikt, en rekent men ook aerobe processen ertoe (waarbij zuurstof wel een rol speelt). Fermentatie met behulp van bacteriën of schimmels wordt in de voedingsindustrie veel toegepast, bijvoorbeeld voor de conservering van melkproducten, evenals de productie van alcoholische dranken zoals wijn en bier.

## Geschiedenis
In de 19e eeuw werden ontdekkingen gedaan door Theodor Schwann, Justus von Liebig en Louis Pasteur op het gebied van fermentatie. Pasteur verschilde van mening met Von Liebig over de aard van het fermentatieproces. Liebig was van mening dat fermentatie het gevolg was van een chemisch proces, en dat de aanwezigheid van gist niet per se nodig was. Pasteur daarentegen ging ervan uit dat de aanwezigheid van micro-organismen essentieel is voor het fermentatieproces.
In 1891 kreeg de Japanse chemicus Jokichi Takamine het octrooi op een fermentatiemethode waarbij uit Aspergillus oryzae amylase werd geïsoleerd. Deze fermentatiemethode wordt tot op de dag van vandaag toegepast bij de bereiding van bepaalde enzymen.
In 1985 lanceerde het merk Quorn een vleesvervanger. De productie hiervan gebeurt door middel van fermentatie van schimmels.
In 2023 startte het Nederlandse bedrijf Farmless met elektrische fermentatie om eiwitten voor vleesvervangers te produceren. Hierbij worden CO2, waterstof en hernieuwbare energie gebruikt om micro-organisme door middel van fermentatie eiwitten voor menselijke voeding te laten produceren.

## Industriële processen
Het toevoegen van enzymen zonder het enzymproducerende micro-organisme wordt gezien als een hydrolyse, niet als fermentatie. Beide processen worden tegenwoordig veel gebruikt in de biochemie waarbij een substraat zeer selectief kan worden omgezet tot eindproduct. Deze biologische methode is energetisch veel interessanter dan chemische synthese en heeft de mogelijkheid om veel complexere biologische moleculen te maken, bijvoorbeeld menselijke insuline, antibiotica, enzymen, vitamines, steroïden, citroenzuur, melkzuur.
Tijdens aerobe fermentatie is het van belang een goede verdeling van de zuurstofconcentratie in het kweekmedium te handhaven voor de groei van aerobe micro-organismen. Dit wordt verkregen door (steriele) beluchting (aëratie) en roeren (agitatie) van het kweekmedium. Een teveel aan zuurstof leidt tot oxidatieve processen die meestal ook het substraat omzetten naar een ander eindproduct en dus negatieve concurrentie opleveren voor de fermentatie.
Er bestaan drie verschillende manieren waarop een fermentatie(cel)cultuur gevoed wordt. Dit zijn de batch-, fedbatch- en continucultuur.

### Precisiefermentatie
Precisiefermentatie is een biotechnisch productieproces dat micro-organismen gebruikt om specifieke functionele ingrediënten te produceren. Het omvat de genetische modificatie en fermentatie van micro-organismen om organische moleculen te creëren. De micro-organismen worden geprogrammeerd om kleine productiefabrieken te zijn en die kunnen worden gebruikt om hoogwaardige eiwitverbindingen te produceren zonder traditionele veeteelt. Precisiefermentatie wordt gebruikt om insuline te produceren voor diabetici en stremsel voor kaas. Met precisiefermentatie kan men aanpasbare, complexe organische moleculen maken uit eenvoudige micro-organismen of microben. Hierbij programmeren wetenschappers microben om specifieke, aangepaste moleculen te maken, inclusief het maken van vleesvervangers die hetzelfde smaken, maar minder belastend zijn voor het milieu.

## Voeding
Fermentatieprocessen met behulp van bacteriën en schimmels (inclusief gisten) worden in de voedingsindustrie veel toegepast bij de productie en de conservering van voedingsmiddelen zoals salami en zuurkool. Het fermentatieproces wordt gebruikt om levensmiddelen houdbaar te houden en om geur, kleur en smaak te veranderen. 

### Brood
Bij het bakken van gistbrood wordt het deeg tot rijzen gebracht door middel van het koolzuurgas dat door gist wordt geproduceerd. Daarbij worden de aanwezige suikers in het deeg vergist tot CO2 en alcohol.
Bij zuurdesembrood daarentegen wordt de voor het rijzen noodzakelijke CO2 niet door gist geproduceerd, maar door heterofermentatieve melkzuurbacteriën, die uit de aanwezige suikers naast melkzuur ook alcohol (ethanol) en koolzuurgas (CO2) maken. Homofermentatieve melkzuurbacteriën produceren bij de fermentatie van suikers alleen melkzuur, geen CO2 en ethanol. Zuurdesembrood kan worden gemaakt met een mengsel van homofermentatieve melkzuurbacteriën en gist, maar ook met enkel heterofermentatieve melkzuurbacteriën. Omdat in het laatste geval geen omzetting door gist plaatsvindt, is deze fermentatie geen vorm van vergisting.

### Alcoholische dranken
Een andere toepassing van fermentatie vinden we bij de productie van alcoholische dranken. Het proces vindt daarbij plaats in twee stappen. Eerst is er in een aerobe (zuurstofhoudende) atmosfeer een vermeerdering van de aanwezige gistcellen. Vervolgens wordt in een anaerobe atmosfeer de ethanol geproduceerd.

### Proteïnealternatieven
Fermentatie wordt gebruikt om alternatieve voor dierlijke eiwitten te maken. Het fermentatieproces wordt bijvoorbeeld gebruikt om soja om te zetten naar een yoghurt alternatief. Maar ook bij de productie van vervangingen van kaas, melk en eieren wordt fermentatie gebruikt om gelijkwaardige proteïnes te produceren.
Hemoproteïne een ijzerhoudend eiwit in bloed, wordt met behulp van precisiefermentatie gemaakt. Voorbeelden zijn myoglobine en hemoglobine, die geven vlees de karakteristieke textuur, smaak, kleur en aroma. De ingrediënten myoglobine en leghemoglobine kunnen worden gebruikt om deze vlees eigenschap na te maken voor bijvoorbeeld vegetarische burgers.

### Overige producten
Fermentatie gebeurt verder onder meer bij de bereiding van:
- karnemelk en yoghurt
- kaas
- zuurkool
- augurken
- azijn
- olijven
- cacaobonen na het oogsten
- Maggi en andere soeparoma’s
- sojasaus en ketjap
- tabasco
- Worcestershire Sauce
- Marmite
- oestersaus en andere vissauzen
- kimchi
- miso
- mout
- quorn
- soyamelk, sojayoghurt

## Herkauwers
Herkauwers maken gebruik van micro-organismen (een symbiose) bij fermentatieprocessen in de pens. De producten van een fermentatieproces zijn een aantal (vluchtige) vetzuren. Onder andere onderstaande zuren (hier weergegeven als de onder biologische omstandigheden optredende anionen) worden gevormd:
| Structuurformule | Naam van de zuurrest | Triviale naam van het zuur |
| ---------------- | -------------------- | -------------------------- |
|                  | lactaat              | melkzuur                   |
|                  | acetaat              | azijnzuur                  |
|                  | butyraat             | boterzuur                  |
|                  | propionaat           | propionzuur                |

## Broei
Broei is het verschijnsel waarbij koolhydraten worden verbrand tot koolzuurgas en water onder afgifte van warmte. Dit kan worden veroorzaakt door de activiteit van micro-organismen zoals bacteriën. Broei komt voornamelijk voor in vochtige hopen organisch materiaal, zoals hooi. 
Sommige dieren zoeken hopen plantaardig materiaal op die broei vertonen om de eieren in af te zetten, om zo te profiteren van de warmte in de broedhoop. Een voorbeeld hiervan is de ringslang. Andere dieren maken zelf een nest waarin broei plaatsvindt, zoals veel krokodilachtigen en de koningscobra.